# Sarah Jane Brubaker
Sarah Jane Brubaker ist eine US-amerikanische Soziologin, die als Professorin an der Virginia Commonwealth University (VCU) forscht und lehrt. Sie ist für 2025/26 gewählte Präsidentin der Society for the Study of Social Problems (SSSP).

## Werdegang und Wirken
Brubaker machte ihre akademischen Abschlüsse stets mit dem Hauptfach Soziologie: Bachelor an der James Madison University, Master an der VCU und Ph.D. an der University of Delaware.
Ihre Forschungsinteressen gelten sexueller und häuslicher Gewalt, gefährdeten Jugendlichen, sozialer Gerechtigkeit und Sozialpolitik, reproduktiver und sexueller Gesundheit, Intersektionalisierung sowie der Kriminalisierung von Überlebensstrategien. 2003 entwickelte sie einen zertifizierten Studiengang zur Intervention bei geschlechtsspezifischer Gewalt für Bachelor-Absolvente und leitet dieses Programm. 